# Марія Затуренська
Марі́я Зату́ренська (англ. Marya Zaturenska; 12 вересня 1902, Київ — 19 січня 1982) — американська лірична поетеса українського походження, лауреатка Пулітцерівської премії 1938 року.

## Біографія
Народилась в Києві. Родина емігрувала у США і оселилась у Нью-Йорку, коли їй було вісім років. Подібно багатьом іммігрантам, Марія Затуренська була вимушена працювати на заводі протягом дня, але могла вчитися у середній школі вечорами. Навчалася у Вальпараїському, Вісконсинському, Сіракузькому університетах. Вчилася з відзнакою і виборола стипендію для навчання в Університеті Вальпараїсо (штат Індіана). Пізніше перейшла до Університету Медісон-Вісконсин, де зустріла поета Горація Ґреґорі, також лауреата літературних премій. Пізніше одружилася з ним. Народила двох дітей — Патріка та Джоану.

## Творчий доробок
Дебютувала як поетеса публікацією у нью-йоркському журналі. Публікація була помічена, та неочікуваний успіх приголомшив Затуренську, але література вже не відпускала її. Сіракузьким університетом видано «Щоденник Марії Затуренської (1938–1944)» — емоційну сповідь про карколомність мистецького життя. 1938 року за збірки поезій «Переддверря серця» та «Холодне ранкове небо» Марія Затуренська одержала Пулітцерівську премію. Літературна спадщина складає 8 збірок поезії. Остання була надрукована 1947 року й мала назву «Прихований водоспад». Творчість Марії Затуренської  — про фатальну, до знемоги, боротьбу людських почуттів.
- Threshold and Heart. The Macmillan company. 1934.
- Cold Morning Sky. Macmillan. 1937.
- The Golden Mirror. New York: The Macmillan company. 1944.
- Selected poems. Grove Press. 1954.
- Collected Poems. Viking Press. 1965.
- The Hidden Waterfall: poems. Vanguard Press. 1974.
- Robert S. Phillips, ред. (2002). New selected poems of Marya Zaturenska. Syracuse University Press. ISBN 978-0-8156-0717-5.

Також була укладачкою шістьох антологій поезії.
Марія Затуренська померла від серцевого нападу.